# 托萊多山脈
托萊多山脈（西班牙語：Montes de Toledo），是西班牙的山脈，位於伊比利亞半島，是塔霍河和瓜地亞納河的分水嶺，長350公里、寬100公里，最高點是海拔高度1,603米的拉維柳埃爾卡峰。